# JewishGen
JewishGen — некоммерческая организация, основанная в 1987 году в качестве ресурса для изучения еврейской генеалогии. С 2003 году JewishGen аффилиированна с нью-йоркским Музеем еврейского наследия. Организация бесплатно предоставляет материалы для изучения еврейского наследия и генеалогии, которыми пользуются как любители, так и профессионалы, а также проводит регулярные конференции.

## История
Основана в 1987 году Сюзен Кинг в Хьюстоне, первоначально в качестве электронной доски объявлений (BBS) сети Fidonet со 150 участниками. Затем появился веб-сайт, с многочисленными базами данных, тематическими рассылками, и т.д. Почти всю работу проделывают добровольцы, которых на данный момент во всём мире насчитывается более 1,200. Добровольцы постоянно пополняют базы данных и координируют другие проекты.

## Веб-сайт
Веб-сайт организации, JewishGen.org, спроектирован для простого и интуитивного поиска. Для доступа к большей части ресурсов требуется бесплатная регистрация. JewishGen, с более чем 400,000 пользователей, является крупнейшим сайтом, посвящённом еврейской генеалогии. Его базы данных содержат более 20 миллионов записей. На сайте размещены переводы сотен так называемых «изкор бухс», памятных книг о разных еврейских общинах, уничтоженных в Холокосте. В числе предоставленных инструментов также каталоги исторических и современных названий еврейских местечек на разных языках с их географическими координатами, статистические базы соответствия традиционных и современных имён, статьи и лекции по еврейской истории, доски объявлений для поиска родственников или однофамильцев, и хранилище файлов в формате GEDCOM, представляющих из себя генеалогические деревья.

### Общие базы данных
- JewishGen Family Finder (JGFF) — доски объявлений для поиска родственников, однофамильцев или выходцев из определённой местности, содержащая более 475,000 объявлений, оставленных 90,000 пользователями, и проиндексированных как по фамилии, так и по местности.[4] К этому разделу существует также страница часто задаваемых вопросов на русском языке.

- Family Tree of the Jewish People (FTJP) — база данных родословных деревьев, загруженных пользователями JewishGen, для поиска, а также обнаружения пересечений.[5]

- The JewishGen Gazetteer (прежнее название — "ShtetlSeeker") — подробная база данных существующих и исчезнувших населённых пунктов в 54 странах Европы, Северной Африки и Ближнего Востока.[6]

- JewishGen Communities Database — информация о 6,000 исторических еврейских общин Европы, Северной Африки и Ближнего Востока, включающая еврейскую демографию, прежние названия населённых пунктов на разных языках, даты изменений, происшедших с местным административно-территориальным делением, карты и ссылки.[6]

- Worldwide Burial Registry (JOWBR) — база данных захоронений, составленная по сохранившимся документам кладбищ и погребальных обществ, а также путём обследования недействующих и заброшенных еврейских кладбищ.[7]

- Holocaust Database — набор баз данных, содержащих информацию о жертвах Холокоста, а также о переживших Холокост.  Содержит более двух миллионов записей.[8]

### Базы данных по странам
- Базы данных по странам содержат, в основном, архивные данные о рождении, смерти, браках и разводах, переписях населения, списках налогоплательщиков, воинском учёте, регистрации избирателей, и т.д. Эти базы постоянно пополняются. Такие базы существуют для Австрии (включая также Чехию)[9], Белоруссии[10], Великобритании[11], Венгрии[12], Германии[13], Латвии[14], Литвы[15], Польши[16], Румынии (включая также Молдавию)[17], стран Скандинавии[18], США[19] и Украины[20].

### Прочие ресурсы и инструменты
- Проект «Yizkor Book» создан для перевода на английский с иврита и идиш памятных книг об уничтоженных во время Холокоста еврейских общинах. Сотни книг были полностью или частично переведены и опубликованы.[21]
- Проект KehilaLinks занимается накоплением информации, посвящённой существовавшим в прошлом еврейским местечкам и общинам, включая воспоминания, карты, документы, землячества за рубежом, местные архивы и действующие еврейские организации.[22]
- Проект Family Pages позволяет бесплатно создать страницу, посвящённую истории и генеалогии отдельной семьи.[23]
- Инструмент ViewMate предназначен для загрузки фотографий и отсканнированных документов, когда требуется помощь в переводе или распознании текста. Затем просьба о помощи с ссылкой на изображение обычно отправляется в одну из рассылок.[24]
- Дискуссионные группы и рассылки при них, созданные по регионам, а также по определённой тематике, предназначены для оказания взаимопомощи и предоставляют возможность обмениваться интересной информацией, организовывать мероприятия, проводить сбор средств на целевые проекты, и т.д.[25]

Кроме того, JewishGen предоставляет хостинг самостоятельной организации JRI-Poland Database, проиндексировавшей четыре миллиона архивных записей, связанных с евреями Польши. Для поиска по этой базе также существуют инструкции на русском языке.